# Gabriele Seyfert
Pour les articles homonymes, voir Seyfert.
Gabriele (Gaby) Seyfert, née le 23 novembre 1948 à Karl-Marx-Stadt, est une patineuse artistique est-allemande.

## Biographie

### Carrière sportive
Elle est la première femme à réaliser le triple Rittberger.
En 1966, elle devient vice-championne du monde.

## Polémique

### Stasi
Des documents montrent qu'elle a été une informatrice du MfS.

## Palmarès
| Compétition | 1961 | 1962 | 1963 | 1964 | 1965 | 1966 | 1967 | 1968 | 1969 | 1970 |
| Jeux olympiques d'hiver                                                                                              |      |      |      | 19e  |      |      |      | 2e   |      |      |
| Championnats du monde                                                                                                | CA   | 21e  | F    | F    | 5e   | 2e   | 2e   | 2e   | 1re  | 1re  |
| Championnats d’Europe                                                                                                | 21e  | 12e  | 10e  | F    | 5e   | 2e   | 1re  | 2e   | 1re  | 1re  |
| Championnats d'Allemagne de l'Est                                                                                    | 1re  | 1re  | 1re  | 1re  | 1re  | 1re  | 1re  | 1re  | 1re  | 1re  |
| Légende : F = Forfait ; CA = Championnats du monde 1961 annulés à cause de la catastrophe aérienne du vol 548 Sabena |      |      |      |      |      |      |      |      |      |      |